# Sant Maurise de Terlin
Saint-Maurice-d'Ardèche és un municipi francès situat al departament de l'Ardecha i a la regió d'Alvèrnia-Roine-Alps. L'any 2007 tenia 295 habitants.

## Demografia

### Població
El 2007 la població de fet de Saint-Maurice-d'Ardèche era de 295 persones. Hi havia 112 famílies de les quals 28 eren unipersonals (12 homes vivint sols i 16 dones vivint soles), 44 parelles sense fills, 32 parelles amb fills i 8 famílies monoparentals amb fills.
La població ha evolucionat segons el següent gràfic:
Habitants censats

### Habitatges
El 2007 hi havia 376 habitatges, 111 eren l'habitatge principal de la família, 252 eren segones residències i 13 estaven desocupats. 155 eren cases i 25 eren apartaments. Dels 111 habitatges principals, 78 estaven ocupats pels seus propietaris, 27 estaven llogats i ocupats pels llogaters i 6 estaven cedits a títol gratuït; 2 tenien una cambra, 1 en tenia dues, 20 en tenien tres, 32 en tenien quatre i 55 en tenien cinc o més. 96 habitatges disposaven pel capbaix d'una plaça de pàrquing. A 48 habitatges hi havia un automòbil i a 57 n'hi havia dos o més.

### Piràmide de població
La piràmide de població per edats i sexe el 2009 era:
| Homes | Edats   | Dones |
| ----- | ------- | ----- |
| 0     | 95 o +  | 0     |
| 0     | 90 a 94 | 4     |
| 0     | 85 a 89 | 4     |
| 4     | 80 a 84 | 4     |
| 16    | 75 a 79 | 8     |
| 0     | 70 a 74 | 4     |
| 16    | 65 a 69 | 4     |
| 8     | 60 a 64 | 0     |
| 8     | 55 a 59 | 12    |
| 16    | 50 a 54 | 4     |
| 12    | 45 a 49 | 4     |
| 16    | 40 a 44 | 0     |
| 4     | 35 a 39 | 12    |
| 8     | 30 a 34 | 16    |
| 0     | 25 a 29 | 4     |
| 4     | 20 a 24 | 4     |
| 12    | 15 a 19 | 4     |
| 4     | 10 a 14 | 4     |
| 8     | 5 a 9   | 0     |
| 4     | 0 a 4   | 8     |

## Economia
El 2007 la població en edat de treballar era de 204 persones, 149 eren actives i 55 eren inactives. De les 149 persones actives 137 estaven ocupades (76 homes i 61 dones) i 12 estaven aturades (7 homes i 5 dones). De les 55 persones inactives 27 estaven jubilades, 16 estaven estudiant i 12 estaven classificades com a «altres inactius».

### Ingressos
El 2009 a Saint-Maurice-d'Ardèche hi havia 114 unitats fiscals que integraven 262 persones, la mediana anual d'ingressos fiscals per persona era de 20.096,5 €.

### Activitats econòmiques
Dels 22 establiments que hi havia el 2007, 1 era d'una empresa extractiva, 2 d'empreses alimentàries, 1 d'una empresa de construcció, 7 d'empreses de comerç i reparació d'automòbils, 1 d'una empresa de transport, 3 d'empreses d'hostatgeria i restauració, 2 d'empreses immobiliàries, 4 d'empreses de serveis i 1 d'una empresa classificada com a «altres activitats de serveis».
L'únic servei als particulars que hi havia el 2009 era un paleta.
Dels 2 establiments comercials que hi havia el 2009, 1 era una fleca i 1 una floristeria.
L'any 2000 a Saint-Maurice-d'Ardèche hi havia 16 explotacions agrícoles que ocupaven un total de 133 hectàrees.

## Poblacions properes
El següent diagrama mostra les poblacions més properes.